# Festung der Heiligen Elisabeth
Die Festung der Heiligen Elisabeth, die Einheimischen nennen den Komplex auch „irdene Wälle“, ist eine ehemalige Erdfestung in der Stadt Kropywnyzkyj im geografischen Zentrum der Ukraine. In Europa gibt es nicht mehr als zehn Festungen dieser Art.

## Geschichte

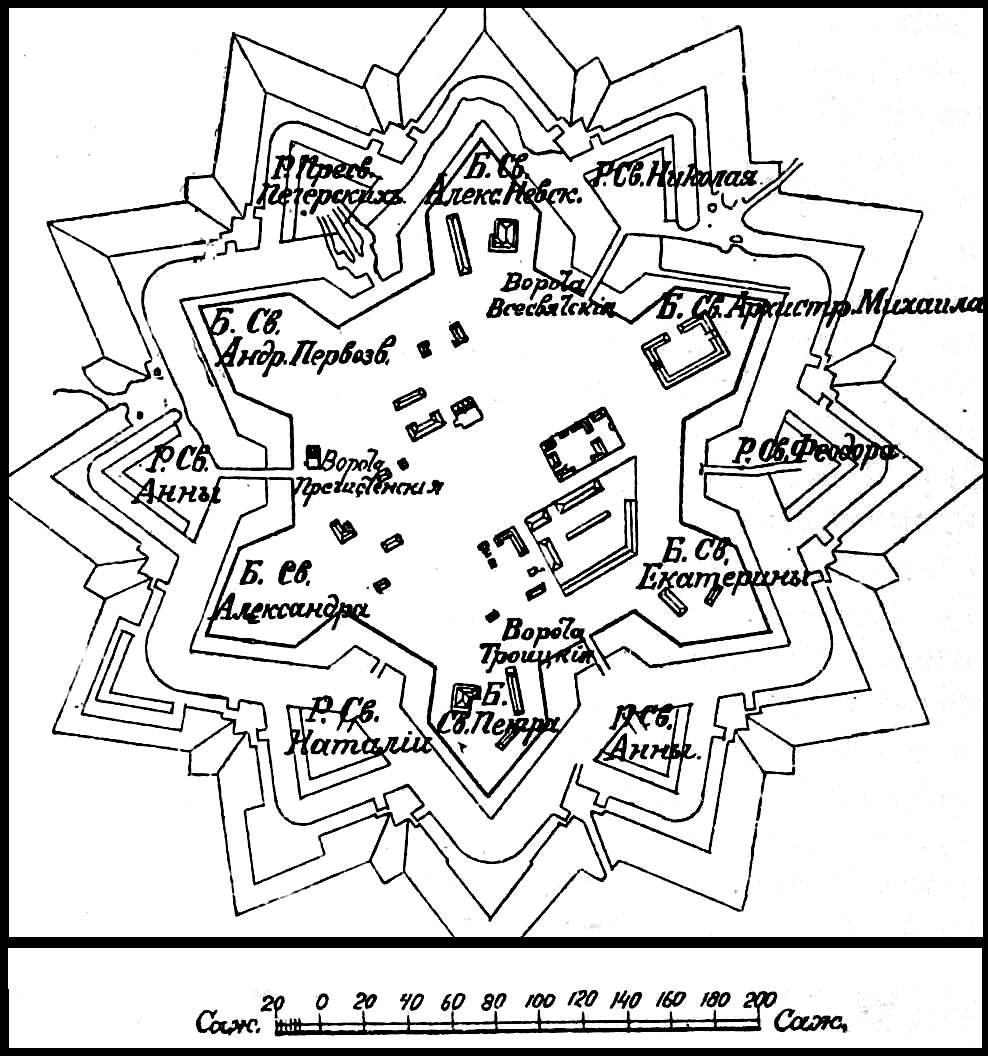
Plan-Schema vor 1914

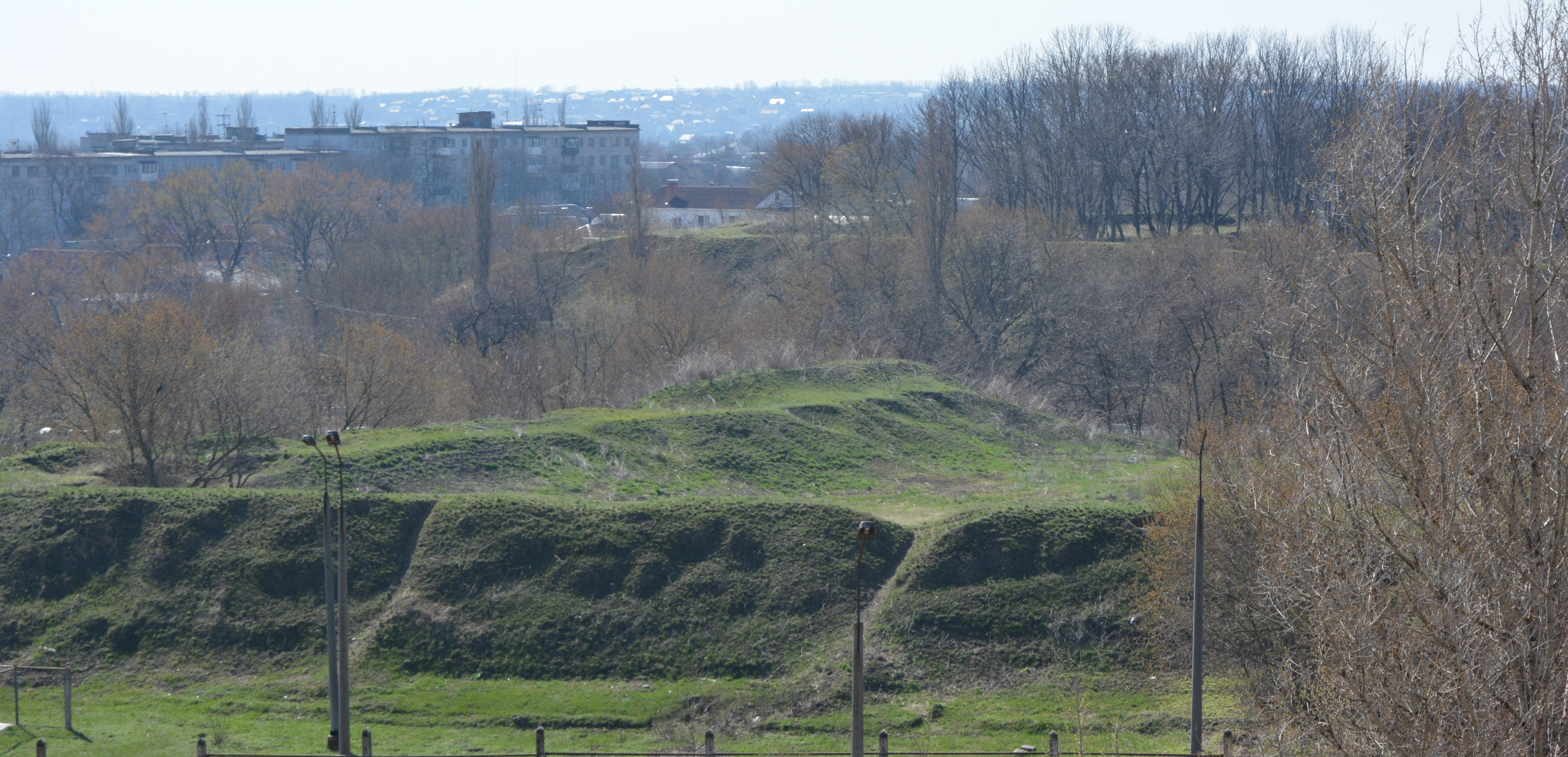
Erdhügel auf ehemaligen Befestigungsanlagen

Nach der Gründung von Neuserbien auf dem Land der Saporoger Kosaken wurde die Festung errichtet, um die Gebiete serbischer Siedler vor tatarischen Überfällen zu schützen. Die Festung der Hl. Elisabeth wurde nach dem Erlass des russischen Senats erbaut, der auch Neuserbien schuf. Das Dekret wurde am 4. Januar 1752 von Kaiserin Elisabeth unterzeichnet. Auf der Grundlage des Erlasses wurde dem serbischen Oberst Ivan Horvat eine Anerkennungsurkunde überreicht, und Ivan Glebov erhielt eine Weisung.
Das Hadjatsch-Myrhorod-Regiment Saporoger Kosaken (1390 Mann) traf ein, um die Festung zu bauen. Die Hauptarbeiten waren nach einer Bauzeit von Juni bis Oktober 1754 abgeschlossen. Während der Arbeiten starben 72 Ukrainer, 233 erkrankten und 855 konnten nach Sitsch fliehen.

Wappen der Stadt Kropywnyzkyj

Diese Festung war nur einmal in Kampfhandlungen verwickelt. Dies geschah während des Russisch-Türkischen Krieges (1768–1774), dessen erster Feldzug 1769 mit dem Einmarsch des Krim-Khans Kirim Girey in die Ukraine begann. Am 4. Januar überquerte die von ihm angeführte 70.000 Mann starke türkisch-tatarische Armee die Grenze und hielt am 7. Januar in der Nähe der Festung der Hl. Elisabeth, wo sich General Isakow mit der Garnison und den Anwohnern versteckte. Die Krimtartaren plünderten die umliegenden Dörfer und versklavten die Anwohner, doch die Verteidiger der Stadt wehrten die Angriffe der Tataren erfolgreich ab und vertrieben die Eindringlinge. Dies war der letzte Feldzug der Krimtataren in der Ukraine.

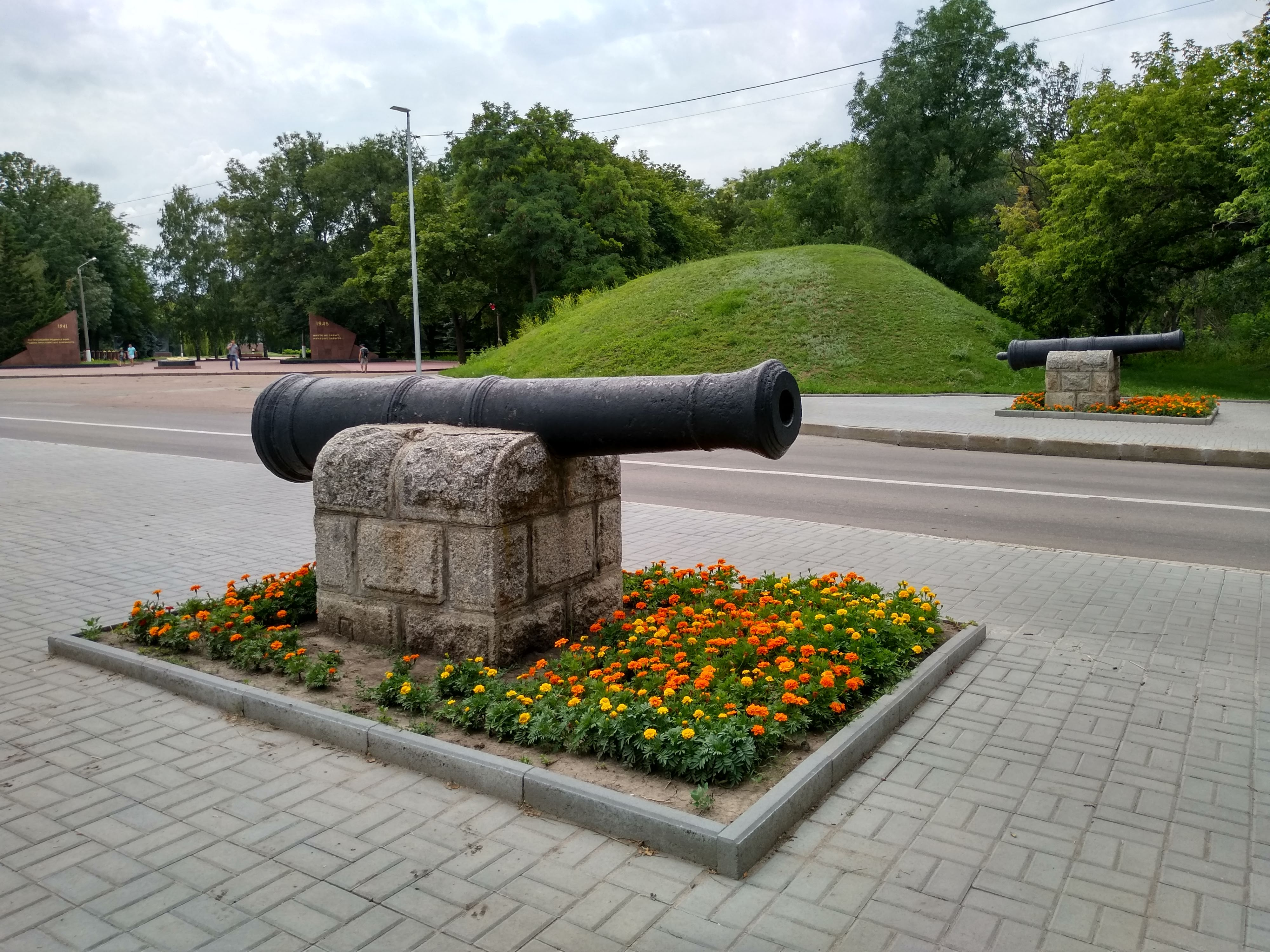
Kanone am Eingang zum ehemaligen Haupttor

Seit 1775 verlor die Festung der Hl. Elisabeth endgültig ihre militärische Bedeutung. Von dieser Festung aus brach Ende Mai 1775 eine 100.000 Mann starke russische Armee unter der Führung von General Petar Tekelija nach Sitsch auf, das von einer Garnison aus 3.000 ukrainischen Kosaken verteidigt wurde. Am 15. Juni wurde Sitsch vollständig zerstört. Alle ihre Archivdokumente, Waffen und Wertsachen wurden bis zur Evakuierung nach Kiew im Jahr 1918 in der Festung aufbewahrt.
1784 wurde sie liquidiert und die gesamte Artillerie nach Cherson transportiert. Nach und nach, über mehrere Jahre hinweg, wurde die Festung entwaffnet. Im Jahr 1794 lagerten hier noch 162 Geschütze, die 277 Schützen dienten. Kanonen und Artilleriemunition wurden in die Grenzstädte exportiert, hauptsächlich nach Cherson. Im April 1795 wurden 5 Kanonen nach Nowomyrhorod geschickt. In der ehemaligen Festung sind nur zwei Kanonen erhalten – sie sind heute auf Steinsockeln am Eingang des ehemaligen Haupttors installiert.
Die vollständige Aufhebung des Status der Festung erfolgte am 15. März 1805. Die Garnison wurde aufgelöst, aber in der Kaserne befand sich viele Jahre lang ein Bataillon (drei Kompanien). Ein stilisierter Umriss der Festung ist Bestandteil des Stadtwappens.
Am 24. Januar 1917, vor der Februarrevolution, wurde die Festung von Prinzessin Elena von Serbien besucht, die zur Vorsitzenden des örtlichen Komitees für die Vormundschaft serbischer Flüchtlinge gewählt wurde. Mehr als tausend von ihnen lebten damals in der Stadt.
Während des Russischen Bürgerkriegs befand sich hier die örtliche Tscheka, wo 1922 Jurij Horlis-Horskyj, eine berühmte Persönlichkeit der Republik Cholodnyj Jar, inhaftiert war.

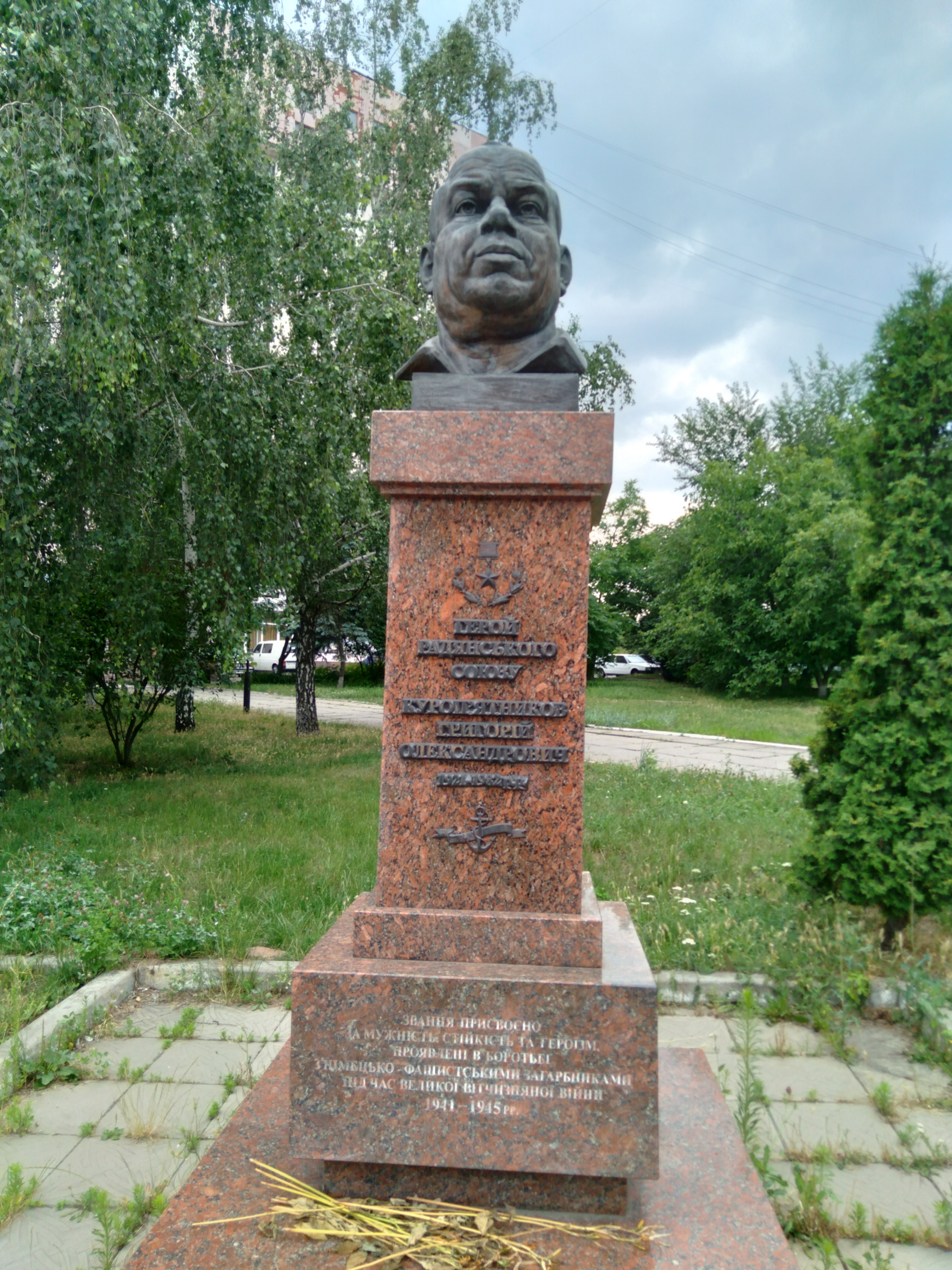
Denkmal für Hryhorij Kuropjatnikow (1921–1982)

Laut Dokumenten aus dem Staatsarchiv der Oblast Kirowohrad, die 2008 freigegeben wurden, begruben hier während des Holodomors von 1932-1933 und während der Stalinsche Säuberungen Mitarbeiter der OGPU und des NKWD heimlich diejenigen, die an Hunger starben und bei Verhören gefoltert worden waren. Nach Angaben des Lokalhistorikers Sergij Miljutin waren neben Ukrainern die Hälfte der wegen „Konterrevolution“ Verurteilten in Kirowo Griechen, deren Familien im 18. Jahrhundert hierher kamen, Deutsche, Juden und Polen.
Während der Besetzung der Stadt 1941–1944 führten die Nazis hier Hinrichtungen von Juden und Partisanen durch. Nach Angaben lokaler Historiker wurden in der Festung etwa dreitausend Menschen von den Deutschen und lokalen Kollaborateuren hingerichtet. Nach Angaben der SS brachte das Sonderkommando fast jeden Tag eine bestimmte Anzahl von Menschen zum Hinrichtungsort, zwang sie, sich nackt auszuziehen und sich der Grube zu nähern, in der bereits die Toten lagen, und feuerte mehrere Schüsse in den Rücken der Verurteilten ab. Nach der Befreiung wurden hier Menschen aus der ganzen Stadt begraben, die durch Folter und Hinrichtungen gestorben waren. Neben den Gräbern von Zivilisten gibt es auch die Gräber von mehr als 30 Helden der Sowjetunion.
Auf dem Gelände der ehemaligen Festung befindet sich ein Gedenkkomplex, der den Opfern des Zweiten Weltkriegs, seit 1950 „Pantheon der ewigen Herrlichkeit“ genannt, und des Russisch-Ukrainischen Krieges gewidmet sind. Im Jahr 2016 wurde ein Denkmal für die Opfer des Holodomor (1932–33) errichtet, bei dem die Stadt 2238 Einwohner verlor.

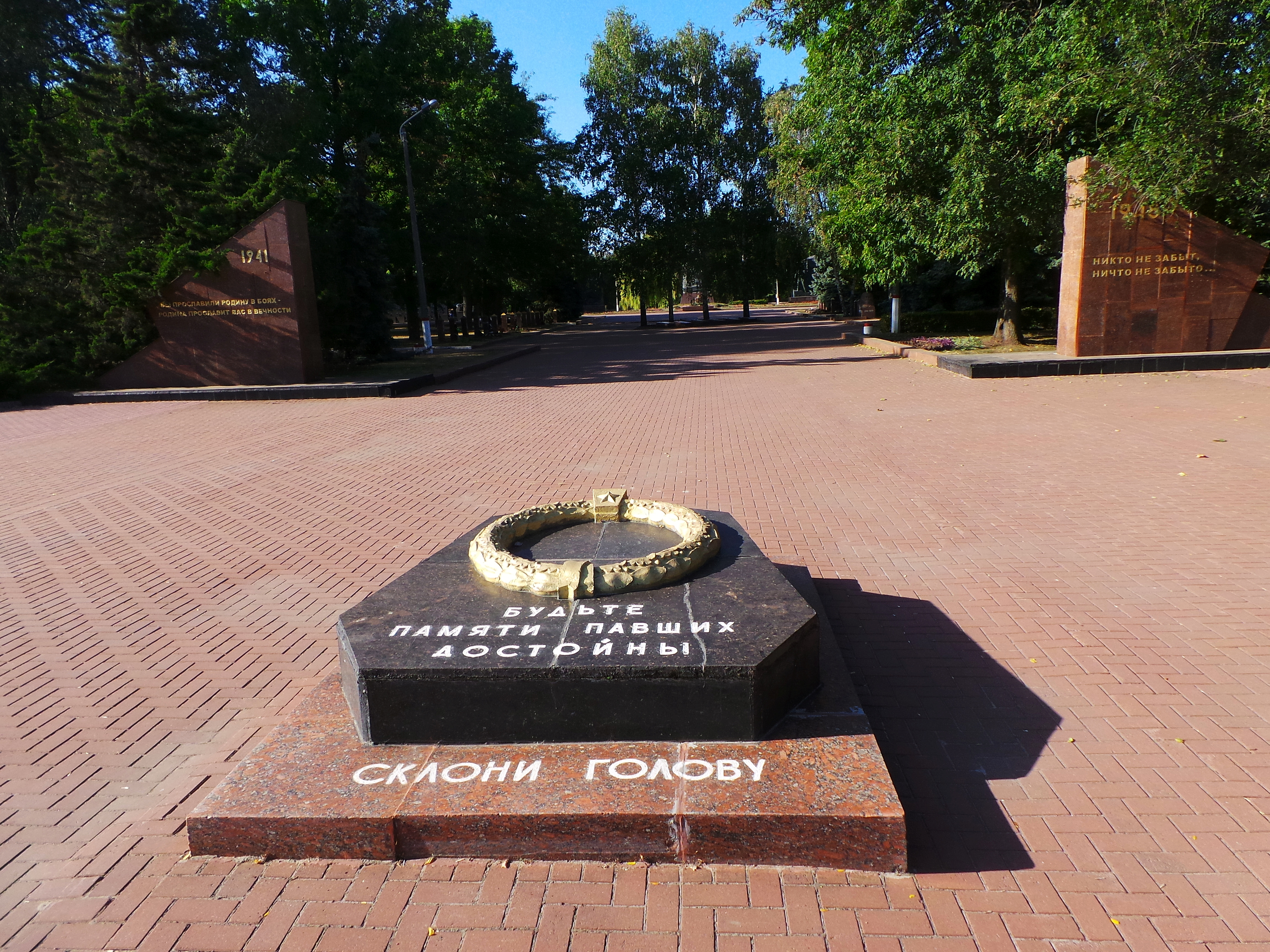
Eingang zum Soldatenfriedhof
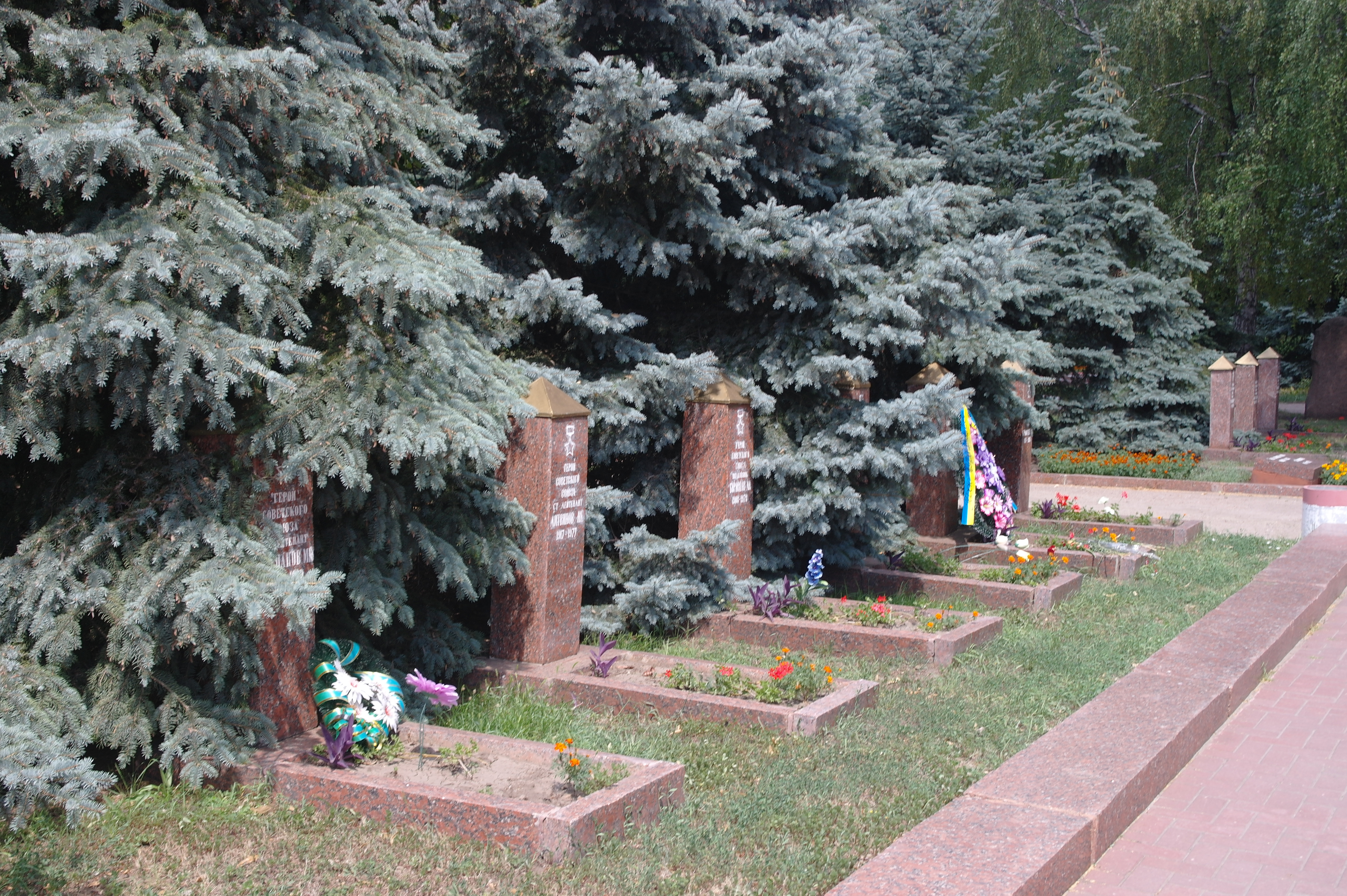
Gräber
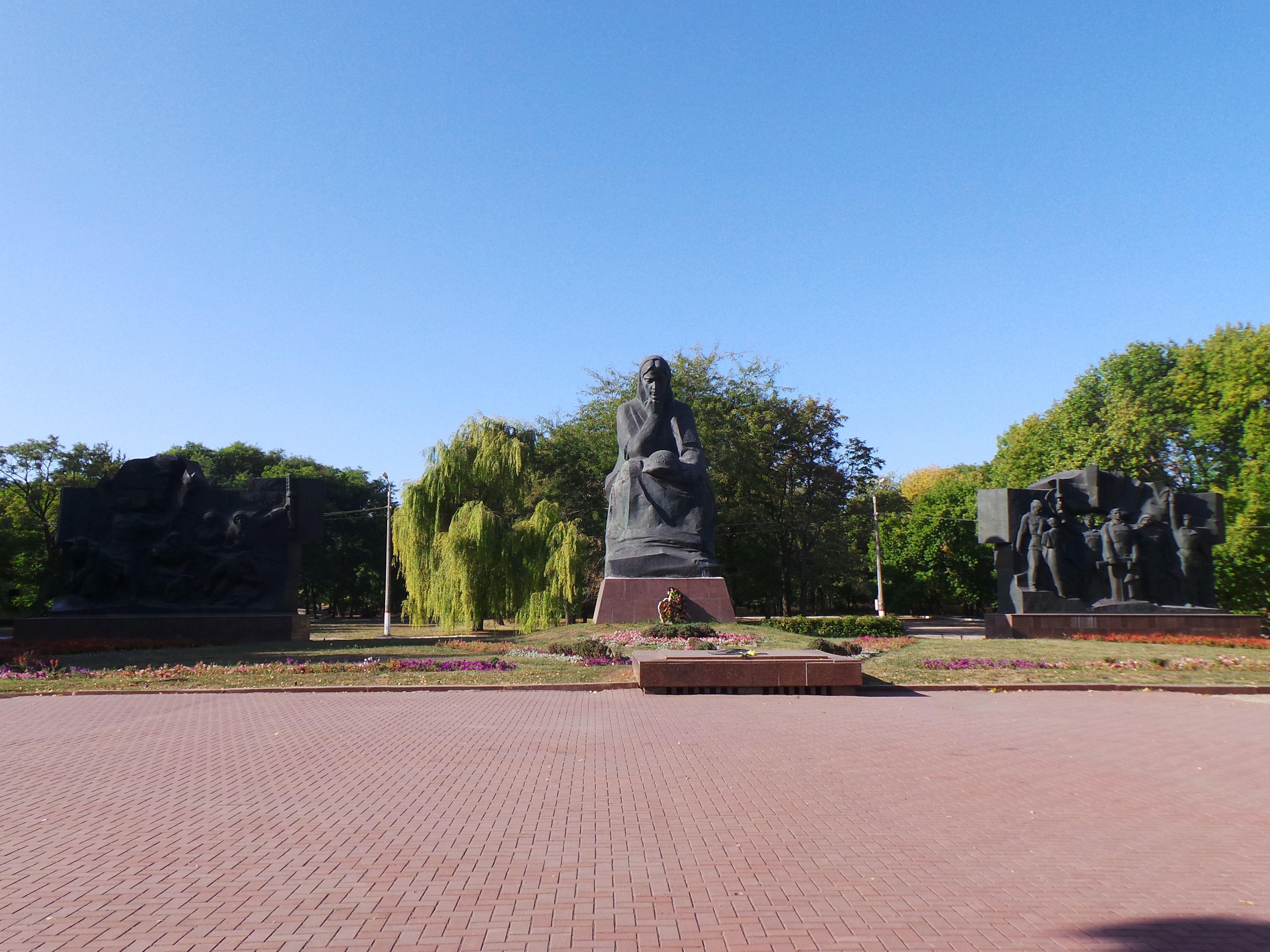
Monumente
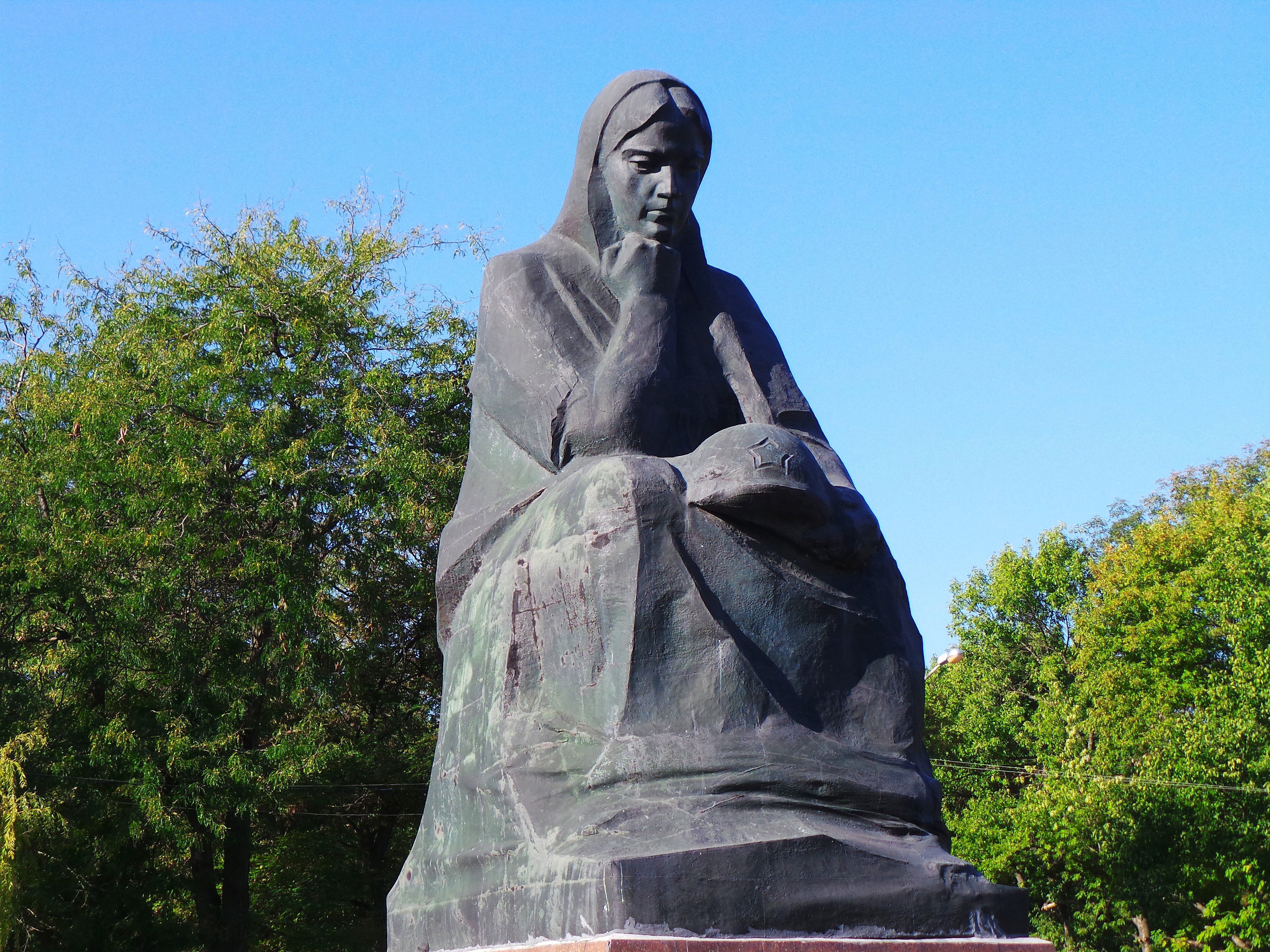
Denkmal „Trauerndes Mutterland“
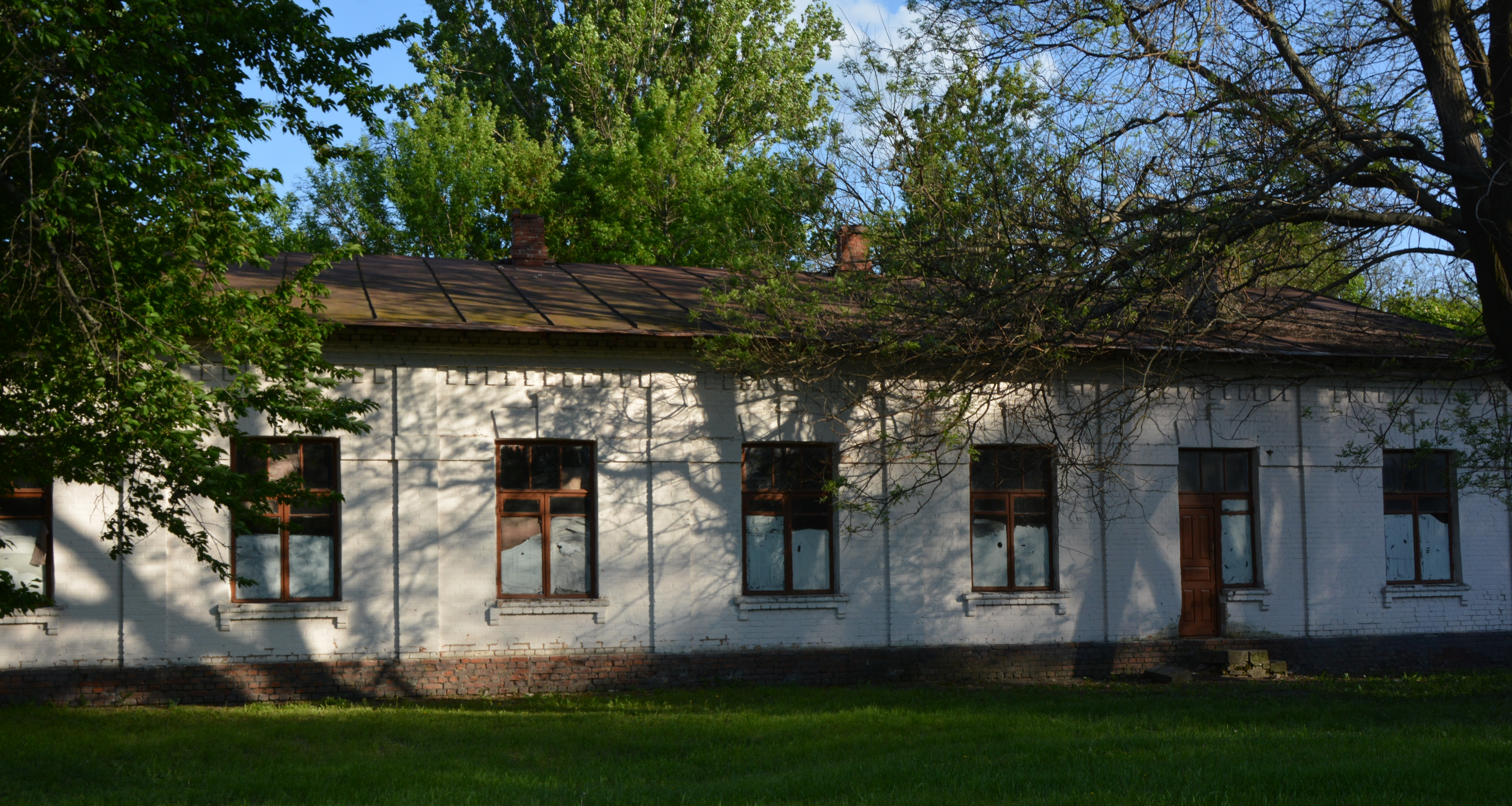
Medizinisches Gebäude
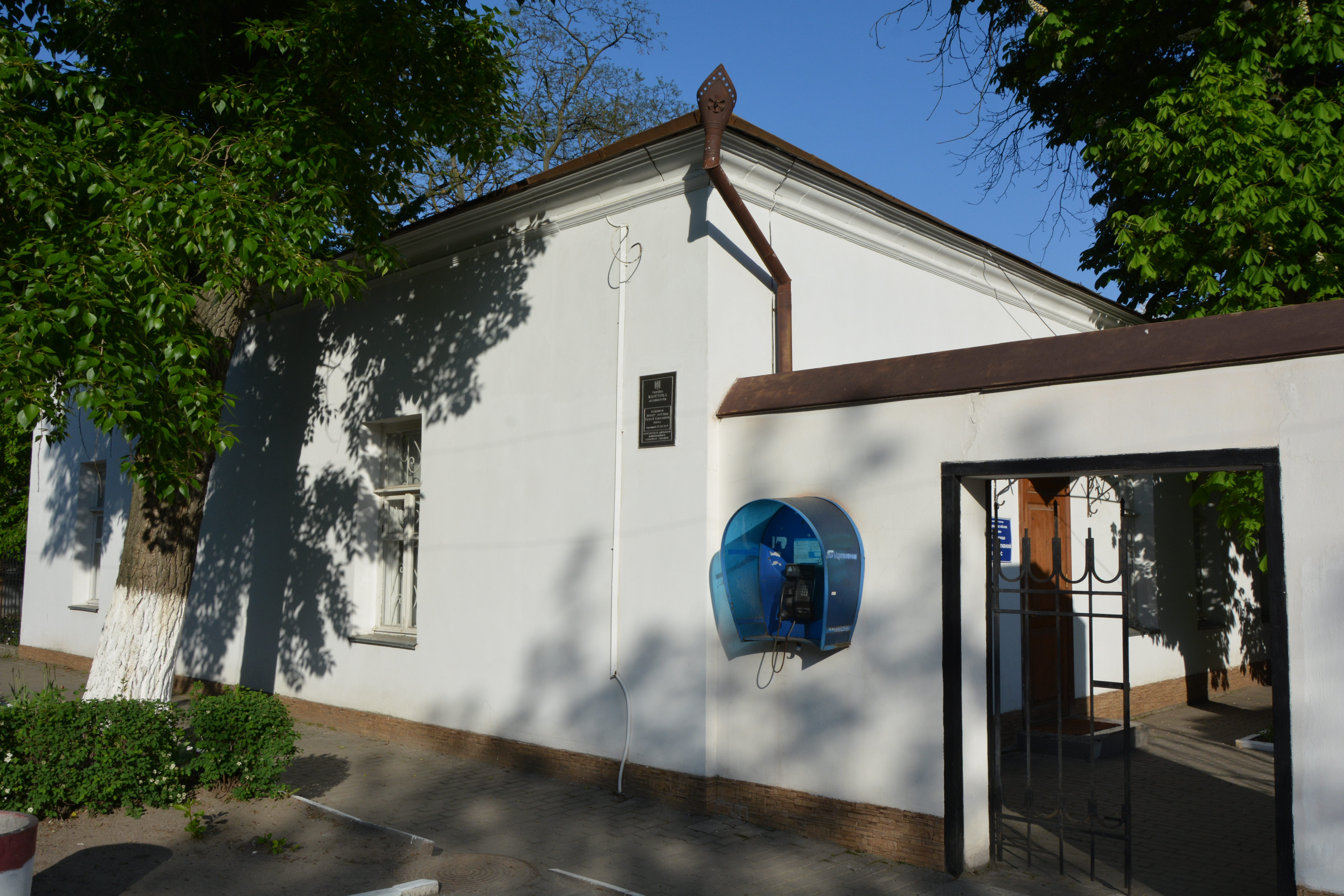
Hauptquartier der Festung
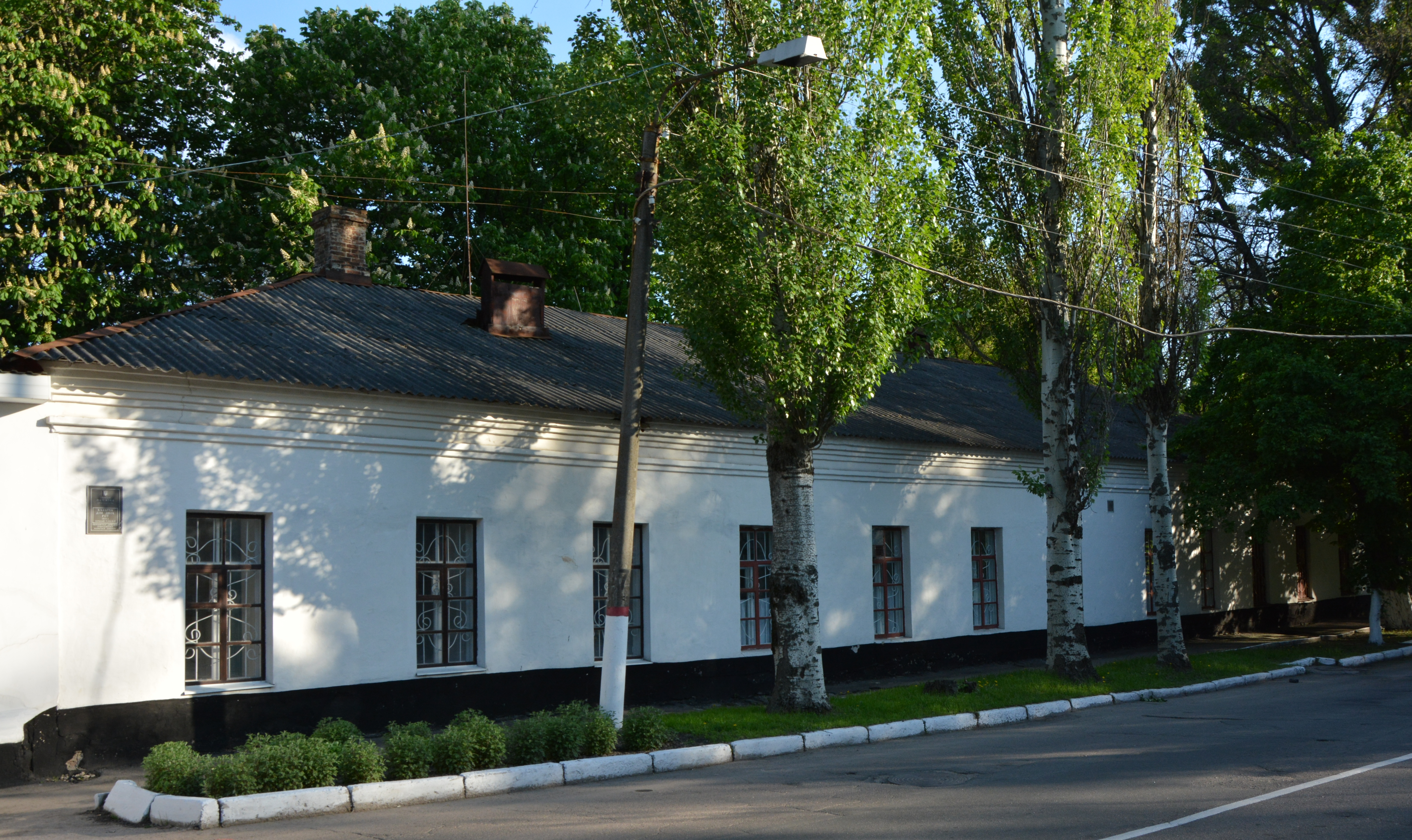
Baracken
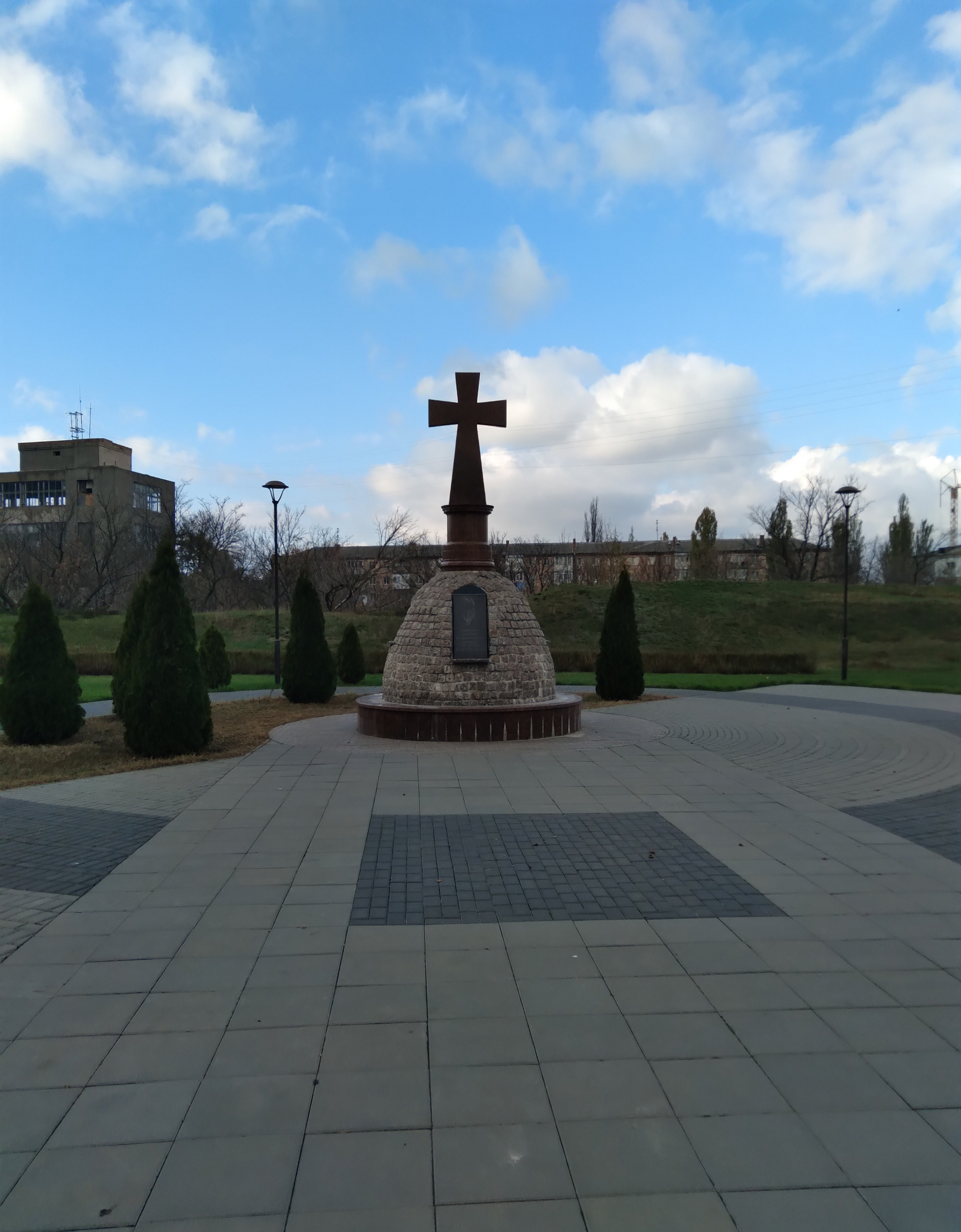
Ein Denkmal für die Opfer des Holodomor (2016 installiert)
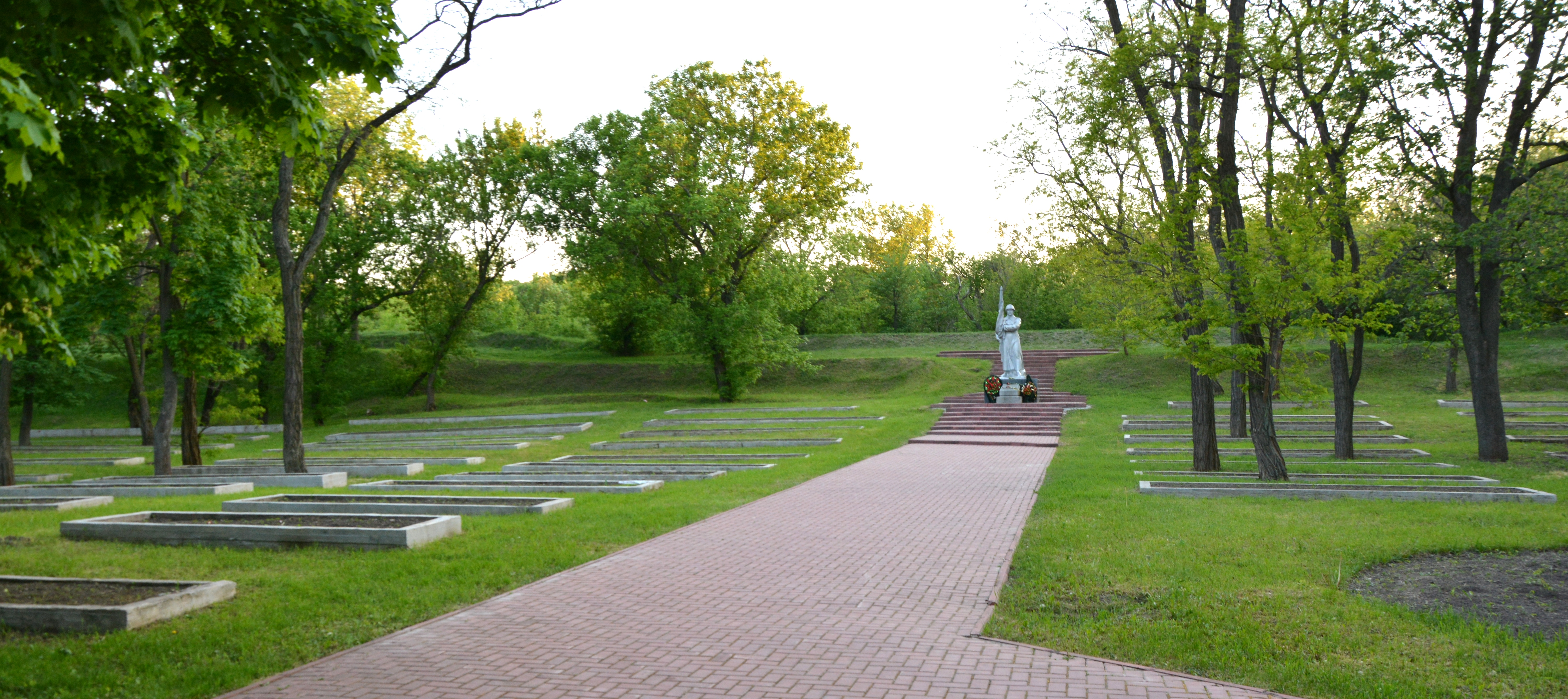
Ein Denkmal für die Opfer des Nazismus in einer der Bastionen. An den Seiten befinden sich Massengräber, bei denen es sich im Wesentlichen um Schützengräben mit darin begrabenen Leichen handelt
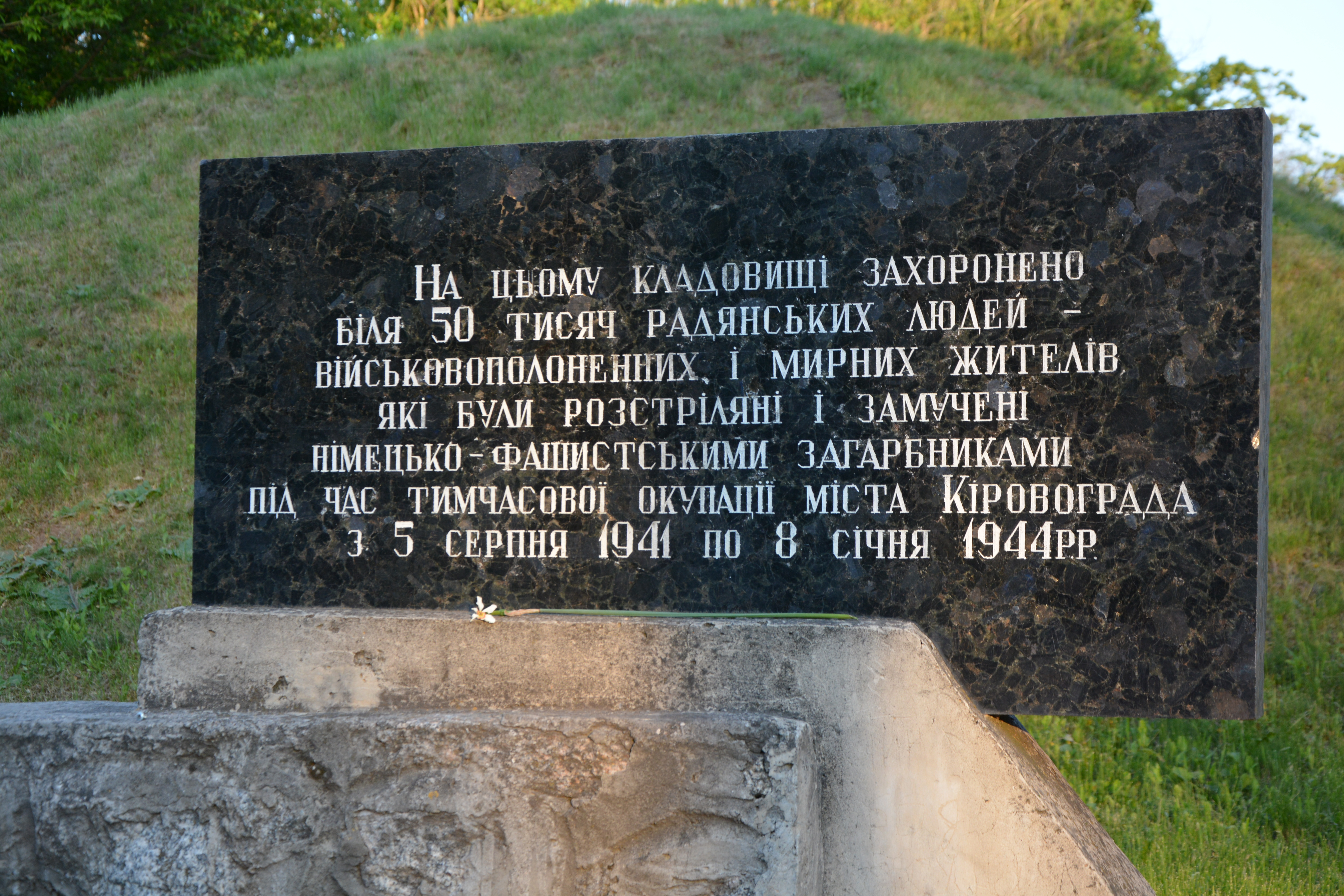
Gedenktafel (Ukrainisch. Auf diesem Friedhof sind 50.000 Menschen begraben – Kriegsgefangene und Zivilisten, die während der Besetzung der Stadt vom 5. August 1941 bis 8. Januar 1944 von den deutschen Invasoren erschossen und gefoltert wurden)

Bis heute sind 85 % der Festungsanlagen erhalten geblieben, darunter alle Bastionen, die meisten Ravelins, Vorhänge und Glacis, aber sie sind in einem sehr schlechten Zustand und bedürfen einer gründlichen Restaurierung. Um zu verhindern, dass sie mit der Zeit verschwinden, schlug die örtliche Gemeinde vor, die Befestigungsanlagen zu betonieren. Aufgrund des hohen Korruptionsgrads in der Ukraine (Stand 2018 ist es das korrupteste und ärmste Land Europas) wurden diese Vorschläge von den lokalen Behörden jedoch nicht berücksichtigt.